# Lindöviken
Lindöviken är en en vik i Finland. Den ligger i Raseborg i landskapet Nyland, i den södra delen av landet, 100 km väster om huvudstaden Helsingfors.